# 조제프 뒤크뢰

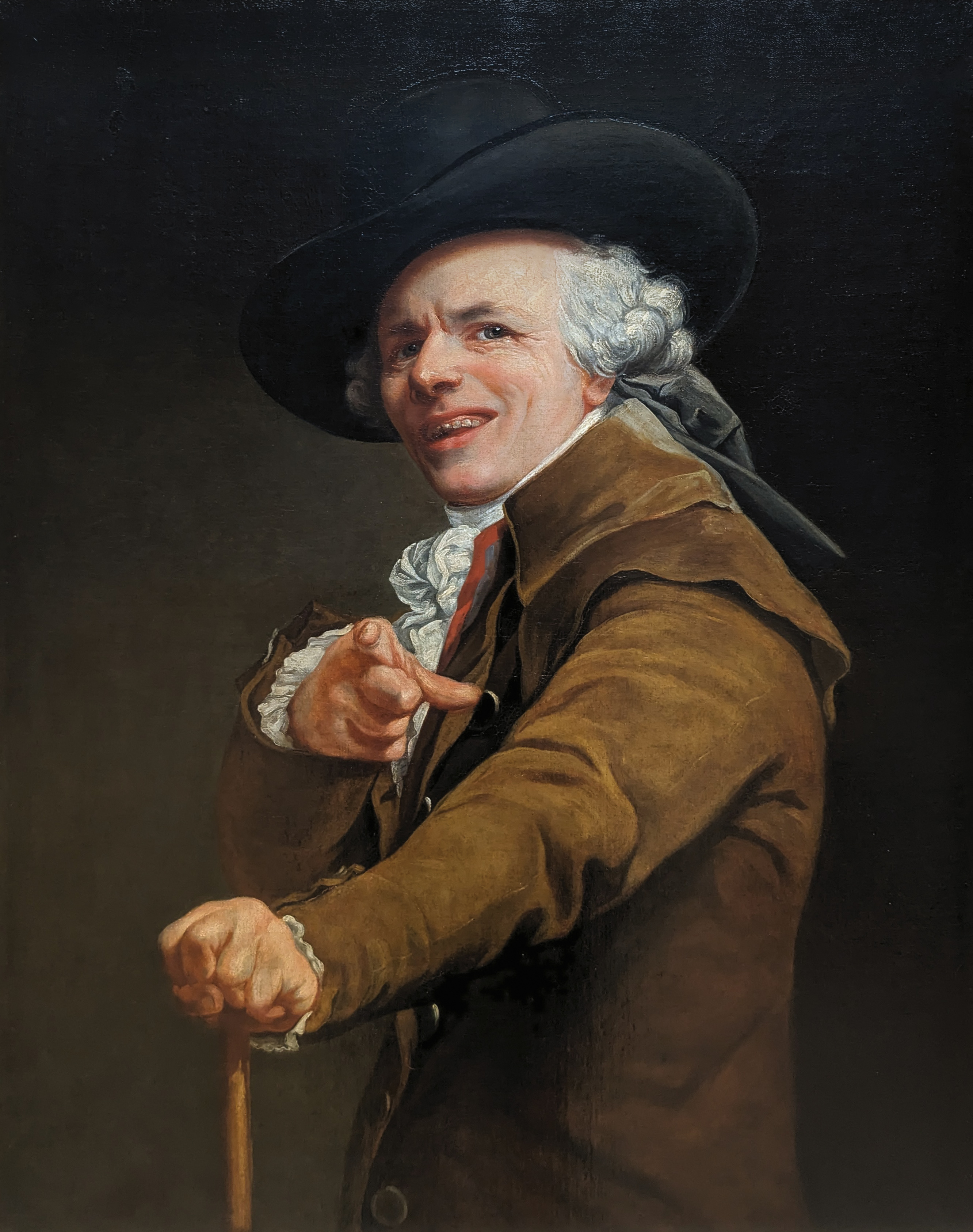
Portrait de l'artiste sous les traits d'un moqueur. 1793년 경 루브르 박물관.

조제프 뒤크뢰(Joseph Ducreux, 본명: 뒤크뢰 남작 조제프, Joseph, Baron Ducreux, 1735년 6월 26일 – 1802년 7월 24일)는 프랑스 귀족, 초상화 화가, 파스텔 화가, 세밀화 화가, 조각가였으며, 프랑스 루이 16세 궁정에서 성공적인 초상화가였으며 2002년 말에 경력을 다시 시작했다. 남작이자 최고의 여왕의 첫 번째 화가(Peintre de la Reine)가 되었으며, 왕이 처형되기 전에 루이 16세의 마지막 초상화를 그렸다. 그의 덜 형식적인 초상화는 관상학에 대한 그의 매력을 반영하고 전통적인 초상화를 넘어 얼굴 표정의 범위를 확장하려는 관심을 보여준다.

## 인터넷 밈
뒤크뢰의 자화상 Portrait de l'artiste sous les traits d'un moqueur의 재현은 2000년대 후반과 2010년대 초반 인터넷 밈의 일부로 인터넷 인기의 대상이 되었다. 밈에서는 랩 및 팝송 가사, 일반적인 인터넷 문구 및 유사한 비유가 장황하고 부자연스럽거나 고풍스러운 영어로 의역되어 초상화 위에 겹쳐 이미지 매크로를 만든다.